# Picaformigues de Woodhouse
El picaformigues de Woodhouse (Parmoptila woodhousei) és una espècie comuna d'ocells estríldids trobats a les terres humides d'Àfrica central. S'ha estimat que el seu hàbitat aconsegueix els 190.000 km² d'extensió.
El nom científic de l'au commemora a l'explorador estatunidenc Samuel Washington Woodhouse. Habita el bosc humit de les terres baixes tropicals i subtropicals d'Angola, Camerun, República Centreafricana, República del Congo, República Democràtica del Congo, Guinea Equatorial, el Gabon, Nigèria, Tanzània i Uganda.